# Eutermina apicirupta
Eutermina apicirupta là một loài bướm đêm trong họ Noctuidae.